# Ne (Italie)
Pour l’article homonyme, voir Ne.
Ne est une commune de la ville métropolitaine de Gênes dans la région Ligurie en Italie.

## Administration
| Période                                  | Période  | Identité     | Étiquette | Qualité |
| ---------------------------------------- | -------- | ------------ | --------- | ------- |
| 16 juin 2004                             | En cours | Cesare Pesce |           |         |
| Les données manquantes sont à compléter. |          |              |           |         |

### Hameaux
Conscenti, Campo di Ne, Chiesanuova, Pontegaggia, Santa Lucia, Osti, Pontori, Terisso, Frisolino, Nascio, Cassagna, Statale, Reppia, Arzeno, Tolceto, Sambuceto, Piandifieno, Caminata, Iscioli, Liggi, Zerli, Gosita
|  |  |

### Communes limitrophes
Borzonasca, Carasco, Casarza Ligure, Cogorno, Lavagna, Maissana, Mezzanego, Sestri Levante, Varese Ligure

## Personnalités
- Selon des sources locales de la frazione de Conscenti, les ancêtres de Giuseppe Garibaldi y auraient vécu. Aujourd'hui encore, les nombreux patronymes Garibaldi présents dans cette zone en témoignent.